# Wilhelm Gleichauf

Wilhelm Gleichauf

Wilhelm Gleichauf (* 4. August 1855 in Donaueschingen; † 25. September 1923 in Berlin) war ein deutscher Politiker (DDP).

## Leben und Wirken
Wilhelm Gleichauf entstammte einer Bauernfamilie. Nach dem Besuch der Volksschule in Donaueschingen und des Gymnasiums, das er vorzeitig abbrechen musste, erlernte er das Schlosserhandwerk. Er arbeitete mehr als dreißig Jahre als Geselle, Monteur und Meister. 1900 wurde Gleichauf in die Leitung des Gewerkvereins Deutscher Maschinenbauer und Metallarbeiter berufen, dem er seit 1884 angehörte. 1902 wurde er hauptamtlicher Funktionär und 1906 übernahm er die Führung des Gewerkvereins. Gleichauf wurde außerdem Vorstandsmitglied der Berliner Ortsgruppe der Gesellschaft für Soziale Reform und Vorstandsmitglied des Deutschen Wohnungsausschusses. Nach dem Ende des Ersten Weltkrieges wurde er zudem Leiter der Demobilisierungsabteilung für den Maschinenbau und Vorsitzender des Zentralrates des Verbandes der Deutschen Gewerkvereine.
Von Januar 1919 bis Juni 1920 saß Gleichauf als Abgeordneter der Deutschen Demokratischen Partei für den Wahlkreis 2 (Provinz Westpreußen) in der Weimarer Nationalversammlung.
Publizistisch machte Gleichauf als Leiter des Organs des Gewerkvereins Deutscher Metallarbeiter, dem Regulator und als Verfasser eines Buches auf sich aufmerksam.
Anton Erkelenz würdigte Gleichauf, den er als Gegner des Manchesterliberalismus kennzeichnet, 1931 im Internationalen Handbuch des Gewerkschaftswesens (Bd. 1., S. 728) als den geborenen liberalen Arbeiterführer, dem aufgrund der Zeitumstände ein größerer Einfluss versagt geblieben sei.

## Schriften
- Die Geschichte des Verbandes der Deutschen Gewerkvereine, Berlin 1907.